# Lobelia trullifolia
Lobelia trullifolia är en klockväxtart som beskrevs av William Botting Hemsley. Lobelia trullifolia ingår i släktet lobelior, och familjen klockväxter.

## Underarter
Arten delas in i följande underarter:
- L. t. delicatula
- L. t. minor
- L. t. pinnatifida
- L. t. rhodesica
- L. t. trullifolia